# Kazuki Kumasawa
Kazuki Kumasawa (japanisch 熊澤 和希 Kumasawa Kazuki; * 13. Januar 2001 der Präfektur Kanagawa) ist ein japanischer Fußballspieler.

## Karriere
Kazuki Kumasawa erlernte das Fußballspielen in der Jugendmannschaft des FC Atsugi Jr Youth Dreams, in der Schulmannschaft der RKU Kashiwa High School sowie in der Universitätsmannschaft der Ryūtsū-Keizai-Universität. Seinen ersten Profivertrag unterschrieb er am 1. Februar 2023 bei Kashiwa Reysol. Der Verein Kashiwa spielte in der ersten Liga, der J1 League. 2023 kam er für den Verein nicht zum Einsatz. Sein Erstligadebüt gab Kazuki Kumasawa am 12. April 2024 (8. Spieltag) im Heimspiel gegen die Urawa Red Diamonds. Bei dem 1:0-Erfolg wurde er in der 90.+2 Minute für den Brasilianer Matheus Sávio eingewechselt.